# Michael Gotthelf

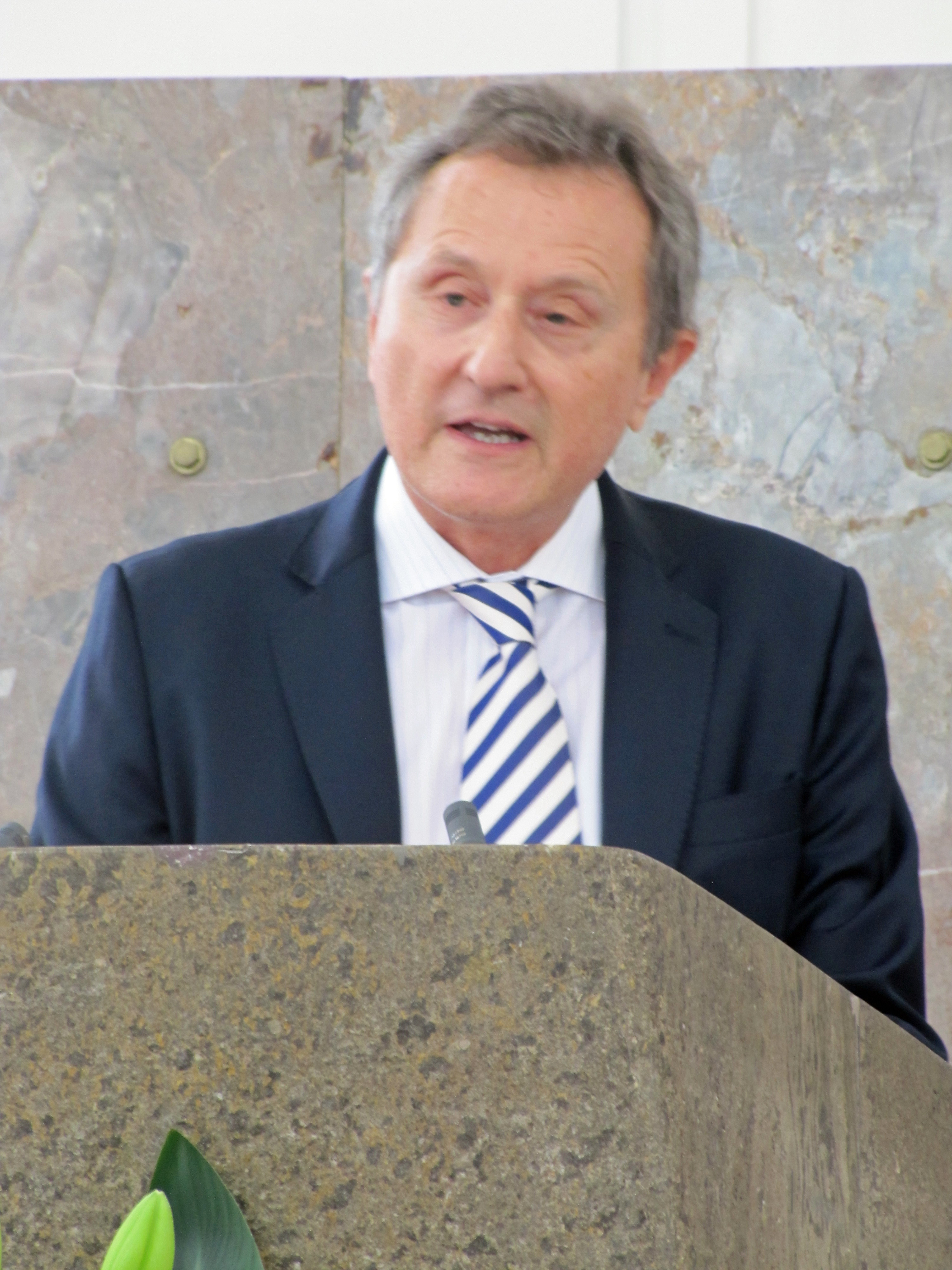
Michael A. Gotthelf bei der Börne-Preis-Verleihung 2018 in der Frankfurter Paulskirche

Michael Alfred Gotthelf (* 1953 in Frankfurt am Main) ist ein deutscher Unternehmer und Publizist. Er war einer der Initiatoren des Literaturpreises Ludwig-Börne-Preis sowie Gründer des Walther Rathenau Instituts, einer Stiftung für internationale Politik, die den Walther-Rathenau-Preis vergibt.

## Leben
Michael A. Gotthelf wurde als Sohn eines Berliner Juden und einer bayerischen Katholikin geboren.
1972 absolvierte Gotthelf sein Abitur am Goethe-Gymnasium (Frankfurt am Main). Anschließend begann er das Studium der Soziologie, der Politikwissenschaft sowie Betriebs- und Volkswirtschaftslehre an der Stanford University Kalifornien und der Johann Wolfgang Goethe-Universität Frankfurt. Dort promovierte er 1979 zum Dr. rer. pol. in Wirtschaftswissenschaften. Als Wirtschaftswissenschaftler beteiligte er sich unter anderem an der edition suhrkamp „Die Zukunft des Kapitalismus“ mit dem Beitrag „Was starrt ihr alle auf 1929?!“.
Er begann seine berufliche Karriere als Redakteur der Frankfurter Allgemeinen Zeitung (FAZ) in Frankfurt. Danach war Michael A. Gotthelf als Bankmanager tätig. Anfang der 1990er Jahre leitete er die Metallbank, ein Tochterunternehmen der Metallgesellschaft. 1995 gründete er für den Münchner Mutterkonzern die spätere Hypovereinsbank (Schweiz), die sich auf das Geschäft mit institutionellen Kunden konzentrierte und übernahm deren Leitung als Geschäftsführer und – nach einem Management Buy-Out 1999 umbenannt in AP Anlage & Privatbank AG – agierte er als Präsident des Verwaltungsrates bis zum Erwerb der Bank durch die lettische Parex Bank.
Michael A. Gotthelf war ab 1992 für 2 Jahre Honorarkonsul der Tschechischen Republik in Frankfurt. Von 2000 bis 2004 war er als deutscher Honorarkonsul in Zürich tätig. Anschließend zog er nach London. Seit einigen Jahren ist Gotthelf auch als Berater internationaler Institutionen aktiv; den Präsidenten von Madagaskar beriet er auf pro-bono-Basis.
Gotthelf publiziert gelegentlich als Gastautor und Feuilletonist in der FAZ und der Neuen Zürcher Zeitung.

## Stiftungen

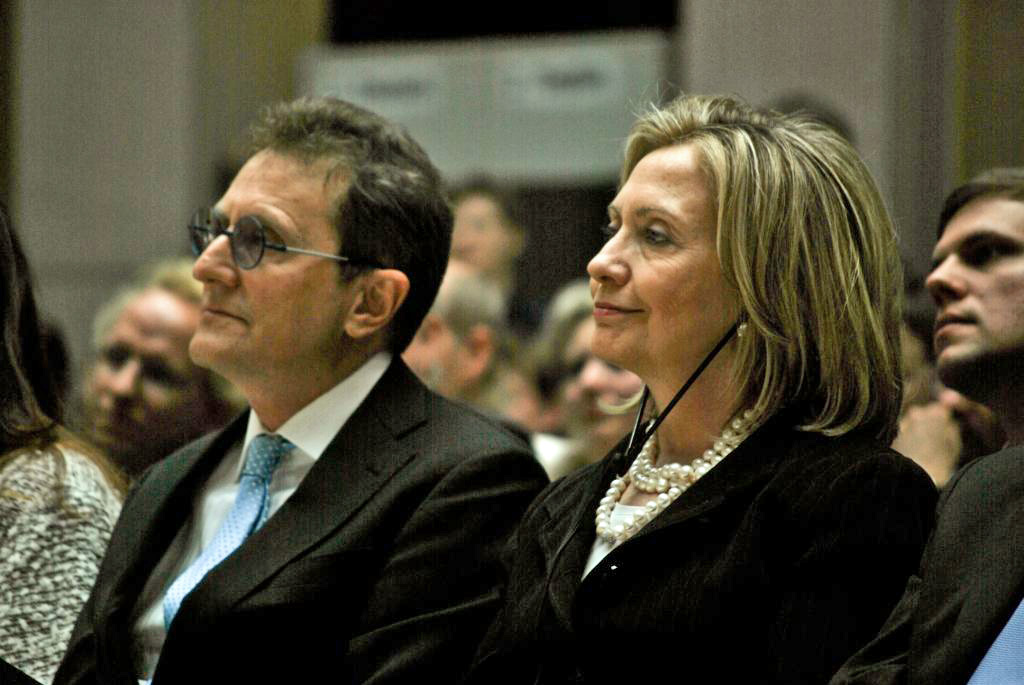
Michael Gotthelf und Hillary Clinton bei der Verleihung des Rathenaupreises im Jahre 2011

Als Vorsitzender der Ludwig-Börne-Stiftung mit Sitz in Frankfurt am Main war Gotthelf einer der Initiatoren des 1993 gegründeten Ludwig-Börne-Preises, eines Literaturpreises für Essays, Kritik und Reportagen.
Anfang 2008 gründete er das Walther Rathenau Institut, Stiftung für internationale Politik mit Sitz in Berlin, bei dem er Beiratsvorsitzender ist. Das Institut fördert die politische Bildung im Sinne des Außenpolitikers Walther Rathenau und vergibt alljährlich den Walter-Rathenau-Preis. Der Preis steht für Menschenrechte und Toleranz.
Zusammen mit Günther Nonnenmacher (FAZ-Mitherausgeber), Mathias Döpfner (Vorstandsvorsitzender der Axel Springer SE) und Martin Meyer (Feuilletonchef der Neuen Zürcher Zeitung) gründete Gotthelf die Frank-Schirrmacher-Stiftung. Ziele der Stiftung sind die Pflege und die Weitergabe des Werks und der Werte des im Juni 2014 verstorbenen FAZ-Mitherausgebers Frank Schirrmacher. Die Stiftung vergibt jährlich den Frank-Schirrmacher-Preis für „herausragende Leistungen zum Verständnis unseres Zeitgeschehens“.

## Auszeichnungen
- 2000 Goetheplakette für sein Engagement beim Ludwig-Börne-Preis.
- 2007 Verdienstkreuz am Bande des Verdienstordens der Bundesrepublik Deutschland für seine langjährige Tätigkeit bei der Ludwig-Börne-Stiftung.[11]

## Kontroverse
Im März 2010 begleitete er zusammen mit anderen Unternehmern den Außenminister Guido Westerwelle auf dessen Dienstreise nach Südamerika. An der Zusammenstellung der Reisegruppe gab es Kritik, u. a. weil Gotthelf der FDP nahesteht.